# Joachim Schwermer
Joachim Schwermer (Kulmbach, 26 de maio de 1950) é um matemático alemão. Trabalha principalmente com teoria dos números.

## Obras
- com Jens Carsten Jantzen: Algebra, Springer, 2006, ISBN 3540213805, doi:10.1007/3-540-29287-X
- Kohomologie arithmetisch definierter Gruppen und Eisensteinreihen, Springer, Lectures Notes in Mathematics Bd.988, 1983, ISBN 9783540122920, doi:10.1007/BFb0070268
- com Jean-Pierre Labesse (Editor): Cohomology of arithmetic groups and automorphic forms, Springer, 1990, Lecture Notes in Mathematics (Konferenz Luminy/Marseille 1989), doi:10.1007/BFb0085723
- Editor com Catherine Goldstein, Norbert Schappacher: The Shaping of Arithmetic after C. F. Gauss's Disquisitiones Arithmeticae, Springer 2007 (darin von Schwermer Reduction theory of quadratic forms: towards räumliche Anschauung in Minkowski's Early Work , doi:10.1007/978-3-540-34720-0_18, mit Della Fenster Composition of Quadratic Forms: An Algebraic Perspective, doi:10.1007/978-3-540-34720-0_5)
- Minkowski, Hensel e Hasse: On The Beginnings of the Local-Global Principle , in Jeremy Gray, Karen Parshall Episodes in the history of modern algebra (1800-1950), American Mathematical Society, 2007.
- Über Reziprozitätsgesetze in der Zahlentheorie, in Horst Knörrer (Editor) Arithmetik und Geometrie, Mathematische Miniaturen, Volume 3, Birkhäuser Verlag, 1986.